# Federazione di rugby a 15 della Nigeria
La Federazione Rugby XV della Nigeria (in inglese Nigeria Rugby Football Association o NRFA) è l'organo che governa il Rugby a 15 in Nigeria.
Affiliata all'International Rugby Board, è inclusa fra le nazionali di terzo livello senza esperienze di Coppa del Mondo.